# Iole viridescens
Iole viridescens é uma espécie de ave da família Pycnonotidae.
Pode ser encontrada nos seguintes países: Bangladesh, Índia, Myanmar e Tailândia.
Os seus habitats naturais são: florestas subtropicais ou tropicais húmidas de baixa altitude e regiões subtropicais ou tropicais húmidas de alta altitude.